# 維拉德鎮區 (北達科他州麥克亨利縣)
維拉德鎮區（英語：Villard Township）是位於美國北達科他州麥克亨利縣的一個鎮區。

## 地方資料
維拉德鎮區的面積為93.26平方千米，當中陸地面積為92.58平方千米，而水域面積為0.68平方千米。根據2020年美國人口普查的數據，當地共有人口18人，而人口密度為每平方千米0.19人。